# نازک‌کاری (صنایع دستی)
نازک کاری و ریزه کاری چوب یکی از انواع قدیمی صنایع دستی است. شیوه کار در این صنعت بدین صورت است که قطعات چوب را به اشکال دلخواه برش زده و بر روی قطعه اصلی چوبی مورد نظر می‌چسبانند.